# Emily Fox
Emily Fox (Ashburn, 5 juli 1998) is een voetbalspeelster uit de Verenigde Staten. Ze speelt als verdediger voor Arsenal WFC in de FA Women's Super League.

## Clubcarrière
Fox werd geboren in Ashburn in de Amerikaanse staat Virginia. Op vijfjarige leeftijd begon ze met voetballen. Ze ging naar de Stone Bridge High School in haar geboorteplaats waar ze een seizoen school en voetbal combineerde. Vanaf januari 2017 ging Fox naar de Universiteit van North Carolina te Chapel Hill. Hier ging ze voetballen voor de North Caroline Tar Heels, waar ze drie jaar studeren en voetballen combineerde. Fox voetbalde hier onder andere samen met Lotte Wubben-Moy en Alessia Russo.
Voorafgaande aan het seizoen 2021 maakte Fox de overstap naar Racing Louisville FC waarvoor ze haar debuut maakte in de National Women's Soccer League. Ze kwam in 23 wedstrijden in actie, meer dan ied34e andere beginnende speelster. Fox blonk uit door 115 balintercepties en werd genomineerd voor de prijs NWSL Rookie of the Year. Ook maakte ze onderdeel uit van het team van het seizoen. In de voorbereiding op het seizoen 2022 werd Fox een van de aanvoerders van Racing Louisville.

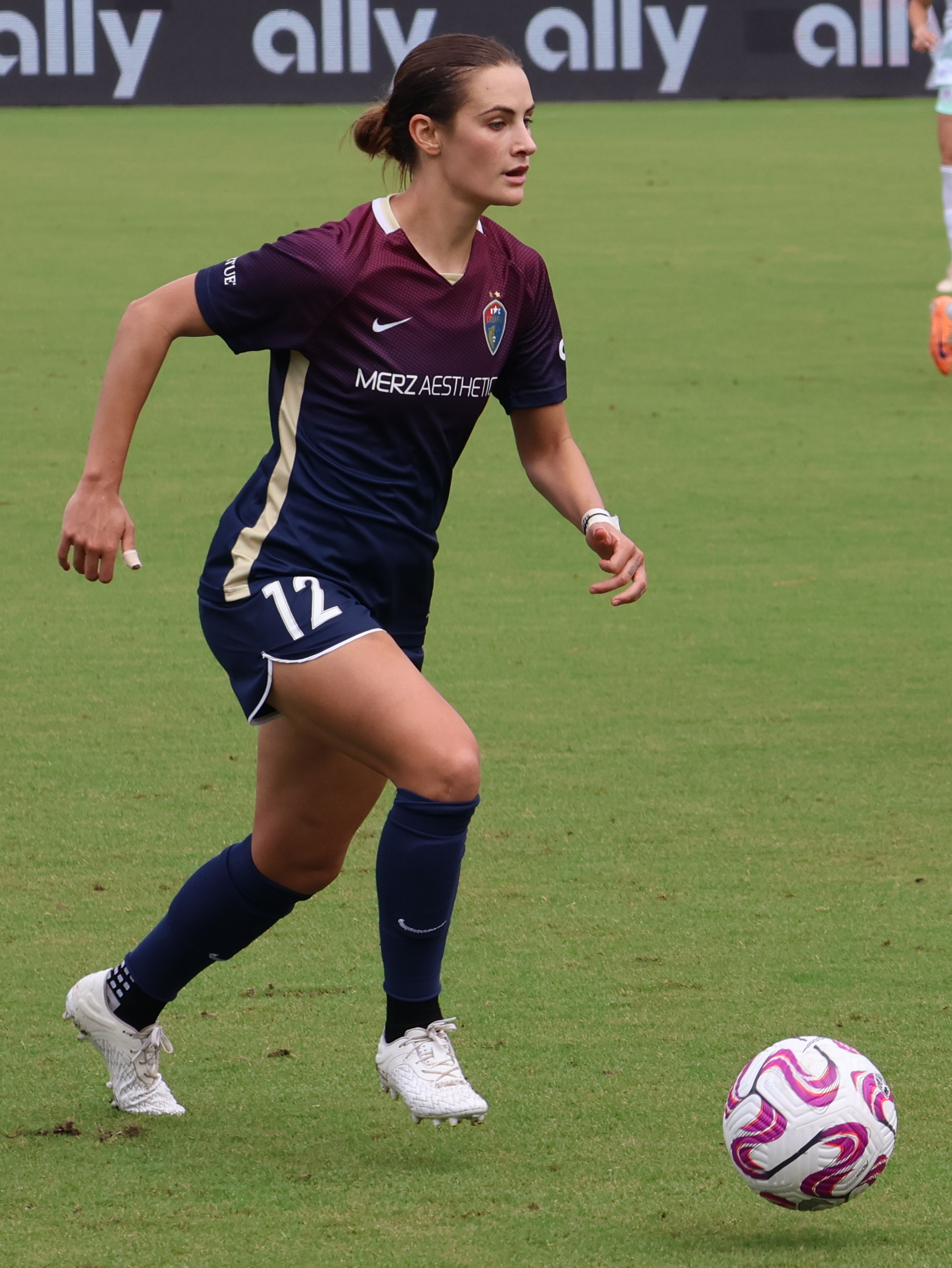
Fox in de NSWL Challenge Cup finale met North Carolina Courage in 2023

In januari 2023 maakte Fox de overstap naar North Carolina Courage. Abby Erceg en Carson Pickett bewandelden de omgekeerde weg. Met deze club won ze in 2023 de NSWL Challenge Cup, waarin ze in vier van de acht wedstrijden haar opwachting maakte. Ze kwam in achttien wedstrijden in actie en eindigde met haar club op de derde plaats in de National Women's Soccer League. Voor het tweede jaar op rij werd Fox opgenomen in het elftal van het seizoen.
Op 11 januari 2024 maakte de Engelse topclub Arsenal WFC bekend Fox te hebben gecontracteerd. Drie dagen later maakte ze haar debuut voor de Londense club in de FA Cup in een 5-1 overwinning op Watford WFC. Fox gaf op 28 januari 2024 on haar tweede optreden in de FA Women's Super League haar eerste assist door Vivianne Miedema te bedienen en daarmee de eindstand te bepalen op 2-0 in de overwinning op Liverpool LFC. Ze werd verkozen tot speelster van de wedstrijd.
Fox maakte op 4 september 2024 haar debuut in de Champions League door in de basis te starten in een thuiswedstrijd tegen Rangers WFC, die in een 6-0 overwinning eindigde. In de groepsfasewedstrijd tegen Vålerenga op 16 oktober 2024 maakte Fox haar eerste doelpunt voor de club. Begin december 2024 werd ze benoemd tot Arsenal-speelster van de maand november 2024. Fox reflecteerde op haar eerste jaar bij Arsenal door te stellen dat ze veel uitgedaagd wordt om het beste uit zichzelf te halen. In mei 2025 won Fox met Arsenal de UEFA Women's Champions League 2024/25.

## Statistieken
| Seizoen | Club                   | Land             | Competitie                     | Wedstrijden | Doelpunten |
| ------- | ---------------------- | ---------------- | ------------------------------ | ----------- | ---------- |
| 2021    | Racing Louisville FC   | Verenigde Staten | National Women's Soccer League | 23          | 0          |
| 2022    | Racing Louisville FC   | Verenigde Staten | National Women's Soccer League | 17          | 1          |
| 2023    | North Carolina Courage | Verenigde Staten | National Women's Soccer League | 19          | 0          |
| 2023/24 | Arsenal WFC            | Engeland         | FA Women's Super League        | 10          | 0          |
| 2024/25 | Arsenal WFC            | Engeland         | FA Women's Super League        | 13          | 0          |
| Totaal  | Totaal                 | Totaal           | Totaal                         | 82          | 1          |

Laatste update: 2 februari 2025

## Interlandcarrière
Fox werd voor het eerst opgeroepen voor het Amerikaanse voetbalelftal in november 2018 voor Europese oefenwedstrijden. Haar debuut maakte ze op 8 november 2018 door als rechtsback te starten in een oefenwedstrijd tegen Portugal. Vijf dagen later stond ze in een oefenwedstrijd tegen Schotland opnieuw in de basis.
Fox werd oorspronkelijk enkel opgenomen in de Amerikaanse selectie voor een trainingskamp voorafgaande aan de SheBelieves Cup in 2019, maar door een blessure van Danielle Colaprico werd Fox opgenomen aan de algehele selectie.
Drie jaar later werd ze opnieuw geselecteerd in de selectie voor de SheBelieves Cup. Fox kwam in alle drie de wedstrijden op het toernooi in actie. Fox won met haar landgenoten de SheBelieves Cup dat jaar. Het was vijfde maal dat de Verenigde Staten het toernooi won. Een jaar later kwam ze opnieuw op het toernooi in actie. Fox was de enige speelster die alle minuten maakte op het toernooi en wist met haar land voor de vierde keer op rij en de zesde keer in totaal voor de Verenigde Staten de SheBelieves Cup te winnen. In de volgende interlandperiode maakte Fox in een oefenwedstrijd tegen Ierland haar eerste interlanddoelpunt op 8 april 2023.
Op 21 juni 2023 werd Fox opgenomen in de Amerikaanse selectie voor het WK 2023 in Australië en Nieuw-Zeeland. Fox stond iedere wedstrijd in de basis en miste slechts acht minuten en gaf slechts twee schoten en een doelpunt voordat ze in de achtste finales werd uitgeschakeld tegen Zweden na penalty's. Fox hielp in 2024 de Verenigde Staten aan een nieuwe SheBelieves Cup overwinning door de winnende penalty te benutten in de beslissende penalty shoot-out tegen Canada. De Verenigde Staten won het toernooi voor de zevende keer.
Fox werd eveneens opgenomen in de Amerikaanse selectie voor de Olympische Zomerspelen 2024 in Frankrijk en speelde haar vijftiende interland in een oefenduel voorafgaande aan de spelen tegen Mexico. Ze begon in alle zes wedstrijden op de Spelen in de basisopstelling en won met haar land een gouden medaille door Brazilië in de finale met 1-0 te verslaan.